# Anže Logar
Anže Logar (Liubliana, 15 de mayo de 1976) es un político esloveno, ministro de Relaciones Exteriores en el tercer gabinete de Janez Janša desde marzo de 2020 hasta junio de 2022.
Logar se desempeñó como Director de la Oficina de Comunicación Gubernamental en ambos gobiernos de Janez Janša y se desempeñó como portavoz oficial de la Presidencia eslovena del Consejo de la Unión Europea en 2008.

## Biografía

### Carrera diplomática
En 2000, Logar se graduó en la Facultad de Economía de Liubliana. En enero de 2006, obtuvo su título de maestría. En julio de 2016 Logar recibió un doctorado de la Facultad de Estudios Sociales Aplicados.
Logar comenzó a trabajar en 2000 en la división de marketing de SKB Bank, grupo Société Générale. En vista de la adhesión de Eslovenia a la UE, en 2003 se trasladó a Bruselas para trabajar como asesor de los nuevos diputados eslovenos al Parlamento Europeo del grupo del Partido Popular Europeo (SDS). Luego se unió al gabinete de Janez Janša como jefe de relaciones públicas de la oficina gubernamental para asuntos europeos (2006-07) y director de la oficina de comunicación del gobierno UKOM (2007-08); durante este período también fue el portavoz oficial de la Presidencia eslovena del Consejo de la Unión Europea en 2008. Como Janša fue reemplazada en el gobierno por Borut Pahor, Logar permaneció como oficial en UKOM. Fue reelegido director con el segundo gabinete de Janša en 2012. Al año siguiente, Logar fue nombrado ministro Plenipotenciario en la Dirección de Diplomacia Económica del Ministerio de Relaciones Exteriores de Eslovenia.

### Carrera política
En las elecciones parlamentarias de 2014, Logar fue elegido miembro de la Asamblea Nacional de Eslovenia en la lista del Partido Democrático de Eslovenia (SDS). Presidió el Comité de Investigación para identificar abusos en el sistema bancario esloveno y determinar las causas y responsabilidades de la segunda revisión del sistema bancario en la Eslovenia independiente.  Fue miembro de los grupos parlamentarios de amistad con Israel, Francia y Estados Unidos. Fue reelegido en 2018.
A principios de 2020, Logar fue nombrado ministro de Relaciones Exteriores de Eslovenia en el tercer gabinete de Janša. En la audiencia parlamentaria, mencionó como prioridad la expansión de la red diplomática, una mejor cooperación con el Ministerio de Defensa y el fortalecimiento de las relaciones con la vecina Croacia, incluida la implementación del laudo arbitral sobre la disputa de la Bahía de Piran. Fue avalado por el comité con 13 votos a favor y 7 en contra.
Fue criticado en abril de 2020 por enviar al Consejo de Europa una carta, supuestamente redactada por el nuevo director de UKOM, Uroš Urbanija, en la que se afirmaba que todos los medios de comunicación de Eslovenia procedían del régimen comunista.